# Anniina Kivimäki
Anniina Kivimäki, född 3 mars 1999 i Lappo, är en finländsk gångare. Hon tävlar för Lapuan Virkiä. Hennes tränare är Marko Kivimäki.

## Karriär

### Ungdomstävlingar
Kivimäki slutade på 22:a plats på 10 000 meter gång vid juniorvärldsmästerskapen i friidrott 2018 i Tammerfors. Vid junioreuropamästerskapen i friidrott 2019 i Gävle slutade hon på 15:e plats på 20 km gång och vid junior-EM 2021 i Tallinn slutade hon på nionde plats i samma gren.

### Rekord (2020–)
Den 22 februari 2020 satte Kivimäki finskt rekord i U23-klassen på 3 000 meter gång i Helsingfors då hon gick på tiden 13.00,22. Kivimäki slog då Sari Essayah 32 år gamla rekord i grenen. Vid inomhusmästerskapen följande år förbättrade hon sitt rekord då hon gick på tiden 12.57,35. Vid Finnkampen 2021 som ägde rum i september slutade Kivimäki på första plats på 5 km gång med ett lopp på tiden 22.34,31, vilket blev ett nytt personbästa.

### Finska mästerskapen i friidrott
Kivimäki tog guld vid Kalevaspelen (Finska mästerskapen i friidrott) 2020 i Åbo på 10 000 meter gång. Vid Kalevaspelen 2021 tog hon guld på 10 km gång. Vid Finska inomhusmästerskapen tog Kivimäki guld på 3 000 meter gång 2020, 2021 och 2022. Vid Finska stafettmästerskapen tog hon silver i 3×3000 meter gång 2018, 2019 och 2020.

## Personliga rekord
Utomhus
| Gren          | Tid      | Ort        | Datum             |
| ------------- | -------- | ---------- | ----------------- |
| 3 000 m gång  | 12.50,51 | Lappo      | 27 juli 2021      |
| 5 000 m gång  | 22.34,31 | Stockholm  | 4 september 2021  |
| 10 000 m gång | 47.11,84 | Åbo        | 13 augusti 2020   |
| 10 km gång    | 46.55    | Tammerfors | 26 augusti 2021   |
| 20 km gång    | 1:38.15  | Lappo      | 26 september 2020 |

Inomhus
| Gren         | Tid      | Ort       | Datum            |
| ------------ | -------- | --------- | ---------------- |
| 3 000 m gång | 12.57,35 | Jyväskylä | 20 februari 2021 |